# Operatie Candytuft
Operatie Canytuft was de codenaam voor een SAS-operatie in Italië. 

## Geschiedenis
De operatie vond plaats op 27 oktober 1943 en werd uitgevoerd door een klein detachement van het 2e SAS-bataljon. Doel van de operatie was het vernietigen van spoorbrug tussen Ancona en Pescara. De manschappen werden door een torpedobootjager in de omgeving van San Benedetto del Tronto aan land gezet. Al snel werd de spoorbrug opgeblazen. Daarnaast beschadigde de eenheid ook de spoorlijn op enkele plaatsten. Het detachement verloor twee man tijdens deze operatie.